# Francesco Toldo
Francesco Toldo (Padova, 2. prosinca 1971.) je bivši talijanski nogometni vratar i nacionalni reprezentativac. Najveći dio klupske karijere proveo je u Fiorentini i milanskom Interu, dok je s talijanskom reprezentacijom bio doprvak Europe 2000. godine.

## Karijera

### Klupska karijera
Toldo je profesionalnu karijeru započeo 1990. godine u AC Milanu ali za klub nikad nije odigrao prvenstvenu utakmicu jer je tijekom ugovornog roka bio na posudbama u Hellas Veroni, Trentu i Ravenni.
1993. postaje članom Fiorentine u kojoj je osam sezona bio standardni vratar. U tom razdoblju je s klubom osvojio dva talijanska kupa i jedan Superkup. Svega jednu godinu prije nego što je Fiorentina proglasila bankrot, Toldo je prodan milanskom Interu. I ondje je bio prvi vratar kluba sve do ljeta 2005. kada je doveden Júlio César. Od tada pa sve do prekida karijere Toldo je bio vratar u sjeni brazilskog konkurenta. Ipak, Francesco je u tom razdoblju s klubom osvojio Ligu prvaka, pet uzastopnih naslova talijanskog prvaka te nekoliko nacionalnih kupova i Superkupova.
Iz profesionalnog nogometa se povukao u lipnju 2010. nakon što je s Interom osvojio trostruku krunu (Ligu prvaka, Scudetto i Coppa Italiju). Vijest je službeno objavljena 7. srpnja na Inter Channelu, službenom klupskom kanalu.

### Reprezentativna karijera
Prije debija za seniorsku momčad, Francesco Toldo je branio za U21 reprezentaciju s kojom je 1994. godine bio europski juniorski prvak.
Toldo je za Italiju debitirao 8. listopada 1995. u kvalifikacijskoj utakmici za EURO 1996. protiv Hrvatske. Vratar je ušao u igru kao zamjena za ozlijeđenog Lucu Buccija a susret je završen s 1:1. Nakon što je Gianluigi Buffon slomio ruku u prijateljskom susretu protiv Norveške svega osam dana prije početka EURA 2000., Toldo je postao novi standardni vratar reprezentacije.
Na tom turniru se istaknuo s obranjenim jedanaestercima protiv Nizozemske u polufinalu. U samom finalu Italija je protiv Francuske vodila cijelu utakmicu s 1:0 da bi Tricolori izjednačili u četvrtoj minuti sudačke nadoknade. Nakon toga, zlatnim golom Davida Trezegueta, Francuska je postala novi europski prvak. Zbog odličnih obrana Toldo je uvršten u najbolju momčad turnira dok ga je Međunarodna federacija za nogometnu povijest i statistiku (IFFHS) proglasila najboljim golmanom 2000. godine.
Toldo je s reprezentacijom u razdoblju od 1996. do 2004. nastupio na pet uzastopnih reprezentativnih turnira: EURO 1996., Mundijal 1998., EURO 2000., Mundijal 2002. te EURO 2004.

## Osvojeni trofeji

### Klupski trofeji
| Klub        | Trofej              | Godina / sezona |
| Italija     | Italija             | Italija         |
| ----------- | ------------------- | --------------- |
| Fiorentina  | Coppa Italia        | 1996.           |
| Fiorentina  | Supercoppa Italiana | 1996.           |
| Fiorentina  | Coppa Italia        | 2001.           |
| Inter Milan | Coppa Italia        | 2005.           |
| Inter Milan | Supercoppa Italiana | 2005.           |
| Inter Milan | Serie A             | 2005./06.       |
| Inter Milan | Coppa Italia        | 2006.           |
| Inter Milan | Supercoppa Italiana | 2006.           |
| Inter Milan | Serie A             | 2006./07.       |
| Inter Milan | Serie A             | 2007./08.       |
| Inter Milan | Supercoppa Italiana | 2008.           |
| Inter Milan | Serie A             | 2008./09.       |
| Inter Milan | Liga prvaka         | 2009./10.       |
| Inter Milan | Serie A             | 2009./10.       |
| Inter Milan | Coppa Italia        | 2010.           |

### Reprezentativni trofeji
| Turnir                      | Trofej | Godina |
| --------------------------- | ------ | ------ |
| Europsko juniorsko pvenstvo | Zalto  | 1994.  |
| EURO 2000.                  | Srebro | 2000.  |

### Individualni trofeji
| Trofej                           | Godina |
| -------------------------------- | ------ |
| Najbolji vratar Serie A          | 2000.  |
| All-Star momčad EURA 2000.       | 2000.  |
| IFFHS-OV najbolji vratar svijeta | 2000.  |

### Ordeni
- Cavaliere Ordine al Merito della Repubblica Italiana: 2000.

## Vanjske poveznice
- Službena web stranica Francesca Tolda
- Profil vratara na World Football.com
- National Football Teams.com
- Tutto Calciatori.net